# Îlets Ramier
Les îlets Ramier forment un petit archipel de 4 îlets situé sur le fleuve Oyapock dans la commune de Saint-Georges-de-l'Oyapock, en Guyane.